# Red Dust and Spanish Lace
Red Dust and Spanish Lace è il primo album in studio del gruppo musicale britannico Acoustic Alchemy, pubblicato nel 1987.

## Tracce
1. Mr. Chow
2. Ricochet
3. The Stone Circle
4. The Rideout
5. Girl with a Red Carnation
6. The Colonel and the Ashes
7. One for the Road
8. Sarah Victoria
9. Red Dust and Spanish Lace

## Formazione
- Nick Webb - chitarra folk
- John Parsons - chitarra folk
- Greg Carmichael - chitarra classica
- Werner Kopal - basso
- Rainer Brüninghaus - tastiera
- Bert Smaak - batteria
- Mario Argandoña - percussioni